# منتخب لوكسمبورغ لكرة السلة
منتخب لوكسمبورغ لكرة السلة هو ممثل لوكسمبورغ الرسمي في المنافسات الدولية في كرة السلة. ينتمي إلى منطقة الاتحاد الأوروبي لكرة السلة. انضم إلى الاتحاد الدولي لكرة السلة في عام 1946.

## البطولات التي شارك فيها
- بطولة أمم أوروبا لكرة السلة